# Marika Koroibete
Marika Koroibete (* 26. Juli 1992 in Naraiyawa, Fidschi) ist ein australisch-fidschianischer Rugbyspieler in beiden Hauptvarianten. Er spielt Rugby Union für den japanischen Verein Saitama Wild Knights und die australische Nationalmannschaft. Zuvor spielte er Rugby League für Melbourne Storm und Wests Tigers in der NRL sowie die fidschianische Rugby-League-Nationalmannschaft. In beiden Varianten wird bzw. wurde er auf der Position des Außendreiviertels eingesetzt. Zu seinen Erfolgen gehören zwei Meistertitel mit Saitama.

## Biografie

### Vereinskarriere
Koroibete wuchs auf der abgelegenen Farm seiner Familie im Zentrum der fidschianischen Hauptinsel Viti Levu auf. Er spielte zunächst Rugby League in den fidschianischen Juniorenligen. Nachdem er bei einem Spiel der U19-Auswahl seines Lande gegen in Australien geborene Fidschianer von einem Talentscout entdeckt worden war, unterschrieb er 2011 einen Dreijahresvertrag mit dem Team Wests Tigers aus Sydney. Zunächst nahm er am Toyota Cup, der australischen U20-Meisterschaft, und etablierte sich rasch als wichtige Teamstütze. Die Wests Tigers erreichten 2012 das Finale und gewannen gegen die Canberra Raiders, wobei Koroibete zwei Versuche zum 46:6-Sieg beitrug.
Sein Debüt in der National Rugby League gab Koroibete am 29. September 2012 bei der 6:32-Auswärtsniederlage gegen die South Sydney Rabbitohs. Nur eine Woche später erzielte er vier Versuche für die Tigers beim 51:26-Heimsieg gegen die Parramatta Eels und egalisierte damit den Vereinsrekord für die meisten Versuche in einem Spiel, den Kevin McGuinness zehn Jahre zuvor aufgestellt hatte. Aufgrund einer Reihe von Verletzungen, darunter ein gebrochenes Augenhöhlenbein und ein ausgekugelter Ellbogen, kam Koroibete in der Saison 2013 nur in neun Spielen zum Einsatz. Dennoch erzielte er fünf Versuche. Im Februar 2014 war er Teil des Kaders für die erste Ausgabe des Turniers Auckland Nines, nachdem es Probleme mit seinem Visum für die Einreise nach Neuseeland gegeben hatte.
Mitten in der Saison 2014 verließ Koroibete die Tigers und wechselte Ende Juni zum Team Melbourne Storm, bei dem er einen Vertrag über zweieinhalb Jahre unterschrieben hatte. Das erste Spiel für seine neue Mannschaft absolvierte er am 12. Juli gegen die Canterbury-Bankstown Bulldogs. In der Saison 2015 schied er mit Melbourne Storm im Halbfinale aus, in der Saison 2016 stand er im Meisterschaftsfinale, das jedoch mit einer 12:14-Niederlage gegen die Cronulla-Sutherland Sharks endete. Diese Partie war zugleich seine letzte für Melbourne Storm, denn fünf Monate zuvor hatte er bekanntgegeben, dass er zukünftig Rugby Union spielen werde und ein Angebot des Franchise Melbourne Rebels angenommen habe.
Sein erstes Spiel in der internationalen Liga Super Rugby bestritt Koroibete am 4. März 2017 in Wellington gegen die Hurricanes. Er etablierte sich umgehend als Stammspieler, doch nennenswerte Erfolge blieben weitgehend aus. 2021 nahm er ein äußerst lukratives Angebot aus Japan an und wechselte zu den Saitama Wild Knights in der Japan Rugby League One. Bereits in seiner ersten Saison gewann er den japanischen Meistertitel. Diesen Erfolg konnte er 2022 wiederholen, während sein Team 2023 das Meisterschaftsfinale gegen die Kubota Spears knapp verlor.

### Nationalmannschaft
Anlässlich der Rugby-League-Weltmeisterschaft 2013 gab Koroibete sein Debüt für die fidschianische Rugby-League-Nationalmannschaft, als sie sich am 28. Oktober 2013 mit 32:14 gegen Irland durchsetzte. Er spielte in der Vorrunde auch gegen Australien und England sowie im Viertelfinale gegen Samoa und im Halbfinale nochmals gegen Australien. Je ein weiteres Länderspiel bestritt er 2014 gegen Samoa und 2015 gegen Papua-Neuguinea.
Im Oktober 2016, nur wenige Wochen nach seinem Auftritt im Meisterschaftsfinale der National Rugby League, wurde Koroibete in den Kader der australischen Rugby-Union-Nationalmannschaft berufen, für die er aufgrund der Wohnsitzregel spielberechtigt war. Zwar kam er während der End-of-year Internationals 2016 nicht zum Einsatz, sammelte aber einen Monat später Erfahrungen bei einem Spiel der Reservemannschaft Australia XV in Bordeaux gegen die Barbarians français. Sein erstes Test Match für die Wallabies bestritt er dann am 16. September 2017 anlässlich der Rugby Championship als Einwechselspieler beim 45:20-Heimsieg in Canberra gegen Argentinien. Erstmals in der Startformation stand er eine Woche später in Bloemfontein gegen Südafrika, als er zwei Versuche zum 27:27-Unentschieden beisteuerte.
Koroibete nahm an der Rugby-Union-Weltmeisterschaft 2019 teil. Er spielte in der Vorrunde gegen Fidschi, Wales und Georgien sowie im Viertelfinale gegen England; insgesamt gelangen ihm drei Versuche. Seit 2017 hat er an sämtlichen Ausgaben der Rugby Championship teilgenommen.

## Erfolge
Wests Tigers:
- Sieger Toyota Cup: 2012

Melbourne Storm:
- Finalist National Rugby League: 2016

Saitama Wild Knights:
- Meister Japan Rugby League One: 2021, 2022
- Meisterschaftsfinalist: 2023